# Symphyta colpodes
Symphyta colpodes is een vlinder uit de familie van de spinners (Lasiocampidae). De wetenschappelijke naam van de soort is voor het eerst geldig gepubliceerd in 1924 door Turner.